# Isla Gran Palmera
Great Palm Island, también conocida como Palm Island, o por su nombre aborigen de Bwgcolman; (en español, Isla Gran Palmera o Isla Palmera) es una isla tropical ubicada cerca de la costa norte del estado australiano de Queensland, a unos 65 km de Townsville y a 800 km del Trópico de Capricornio. Tiene un área de 55 km² y cuenta con una población de unos 2.000 habitantes. El dato oficial de su extensión, de 70,9 km², incluye al Shire Aborigen de Palm Island e incluye nueve islas menores. El servicio de correos de Australia tiene registrada a la oficina de correos local como Palm Island, QLD. Great Palm Island es la isla principal del Grupo Greater Palm, y consiste de pequeñas bahías, playas arenosas y empinadas montañas forestadas que se elevan hasta un punto máximo de 548 m. El océano que rodea a la isla es parte del Parque Marino de la Gran Barrera de Coral, en donde la extracción de recursos y la pesca están reguladas.

## Demografía

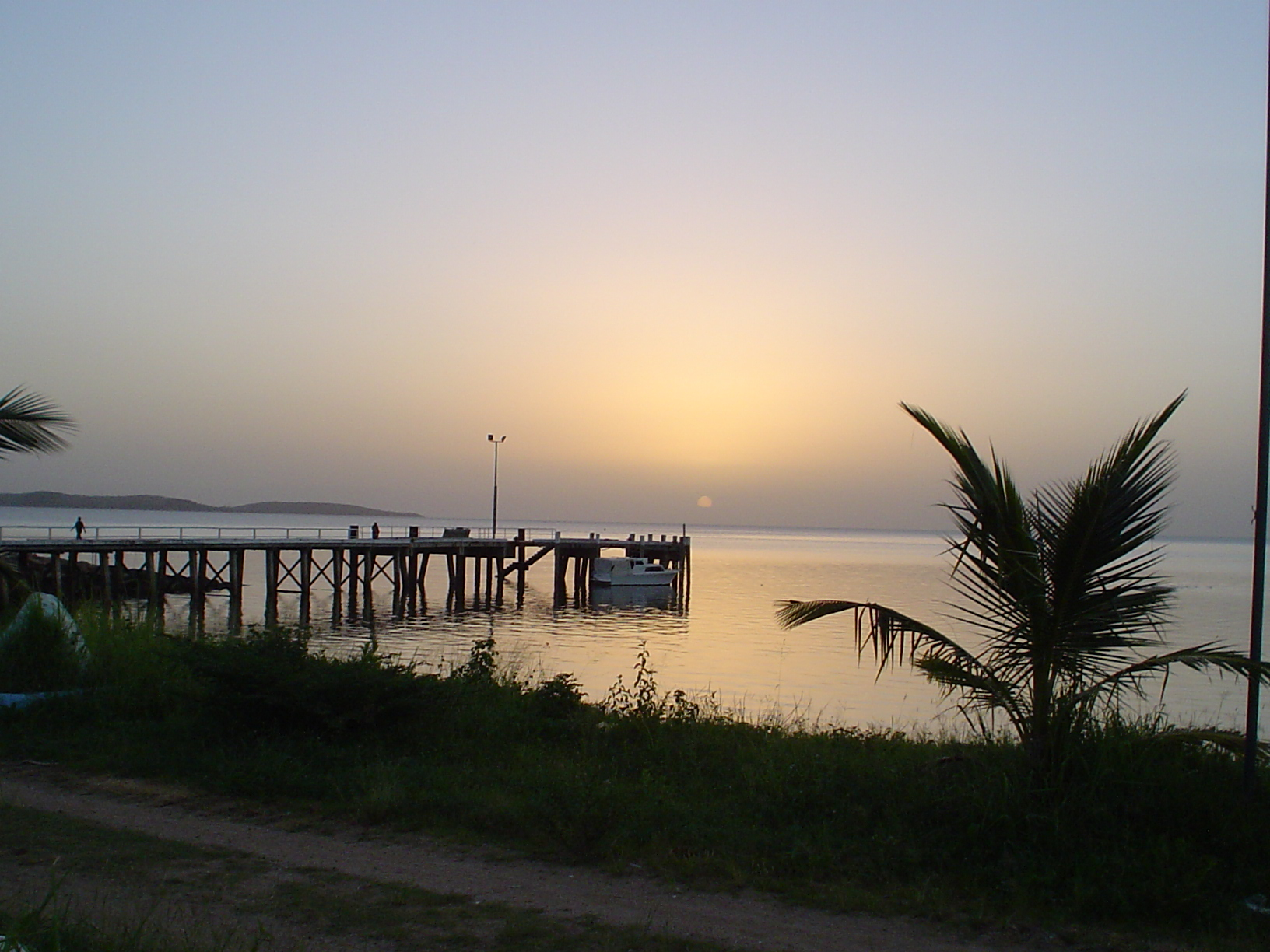
Muelle en Isla Palmera

La Isla Gran Palmera es llamada a menudo un "paraíso tropical" clásico dadas sus condiciones naturales, pero ha tenido una historia llena de problemas desde la llegada de los europeos a Australia.
El gobierno local es el Concejo del Shire Aborigen de la Isla Palmera, el cual tiene jurisdicción sobre diez de las islas del archipiélago.
Pese a que Australia Post (Correos de Australia) se refiere al lugar en donde se encuentra la oficina de correos local como Palm Island, QLD, no existe un nombre formal para las áreas habitadas de la isla.  Otros nombres incluyen o han incluido a lo largo de los años a la Misión, el asentamiento de Palm Island, la comunidad aborigen de Palm Island y la comunidad de Palm Island.
Existen tres áreas pobladas. Una de ellas está en el extremo sureste del aeropuerto. Al norte en la costa oeste se encuentra un área habitada con un muelle y los edificios gubernamentales, lugar que algunos de los residentes locales llaman la Misión. Más allá de una montaña al norte se encuentra la tercera área habitada de la isla en la Bahía Coolgaree.
Las islas en el área fueron llamadas "Islas Palmera" por el explorador James Cook en 1770 cuando navegó por la costa este de Australia durante su primer viaje.
Se estima que la población de la isla cuando Cook la visitó era de unas 200 personas de la etnia manbarra.
El nombre "Isla Gran Palmera" para la isla data de por lo menos 1866.
A partir de 1918 la isla fue utilizada por el gobierno de Queensland como un destino para los aborígenes. Como resultado de esto, la población actual es una mezcla de gente manbarra y otras etnias aborígenes australianas, y hay poco empleo y escasez de viviendas.

## Geografía

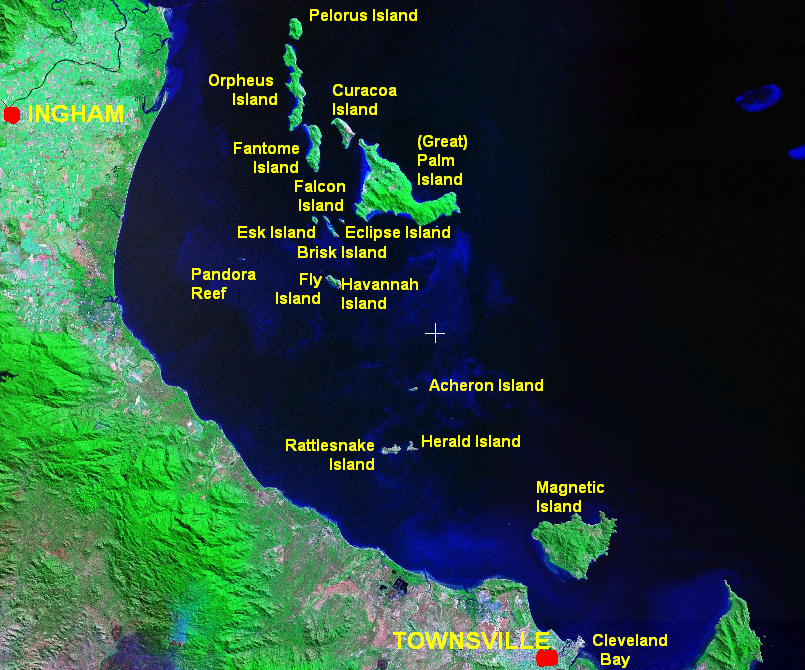
La Isla Gran Palmera es la isla más grande del grupo Gran Palmera (arriba, centro), Ingham y Townsville están marcados en el continente.

Con 55 km², la isla Gran Palmera es casi el doble de extensa que la Isla Norfolk de similar tamaño que Magnetic Island.
Según fuentes del gobierno de Queensland, el grupo Greater Palm está formado por dieciséis islas.
La mayoría de estas son micro-islas. Las islas más grandes del grupo son la Isla Gran Palmera, Isla Fantome e Isla Orfeo. Otras islas importantes cerca del grupo son la Isla Rattlesnake, que es utilizada por la Fuerza Área Australiana para ejercicios de bombardeo, y Magnetic Island, una isla suburbio de Townsville.
Topgráficamente, la isla está dominada por la montaña más alta, Mount Bentley, y en el suroeste por Mount Lindsay. La superficie está cubierta por un bosque tropical, con pequeñas áreas desforestadas para los asentamientos y el la pista de aterrizaje. La pista de aterrizaje se encuentra alojada sobre una angosta planicie en la esquina suroeste de la isla. Las aguas aledañas incluyen a la Bahía Challenger (Gowyarowa), que se encuentra entre la Isla Gran Palmera, la Isla Curacoa y la Isla Fantome.  Las bahías locales están listadas en la Tabla 1.
| Bahía                   | Notas                                                 |
| ----------------------- | ----------------------------------------------------- |
| Cannon (Numbullabudgee) | cerca de Wallaby (Nullaree) Point                     |
| Bullumbooroo            |                                                       |
| Noreste (Othoorakool)   |                                                       |
| Barber                  | visible desde la Isla Barber (Boodthean)              |
| Mundy                   |                                                       |
| Butler (Surrumbroo)     | en el extremo sureste del aeropuerto                  |
| Pencil                  |                                                       |
| Casement                | en el extremo noroeste del aeropuerto                 |
| Regina                  |                                                       |
| Coolgood                | cuenta con un muelle y un área habitada tierra dentro |
| Bahía Coolgaree         | el área habitada está tierra adentro                  |

Existen tres cuerpos de agua fresca en la isla creados por el hombre, entre ellas la Represa Bambú cerca de la cúspide de Mount Bentely, y la Represa Solomon.

## Naturaleza y ciclones

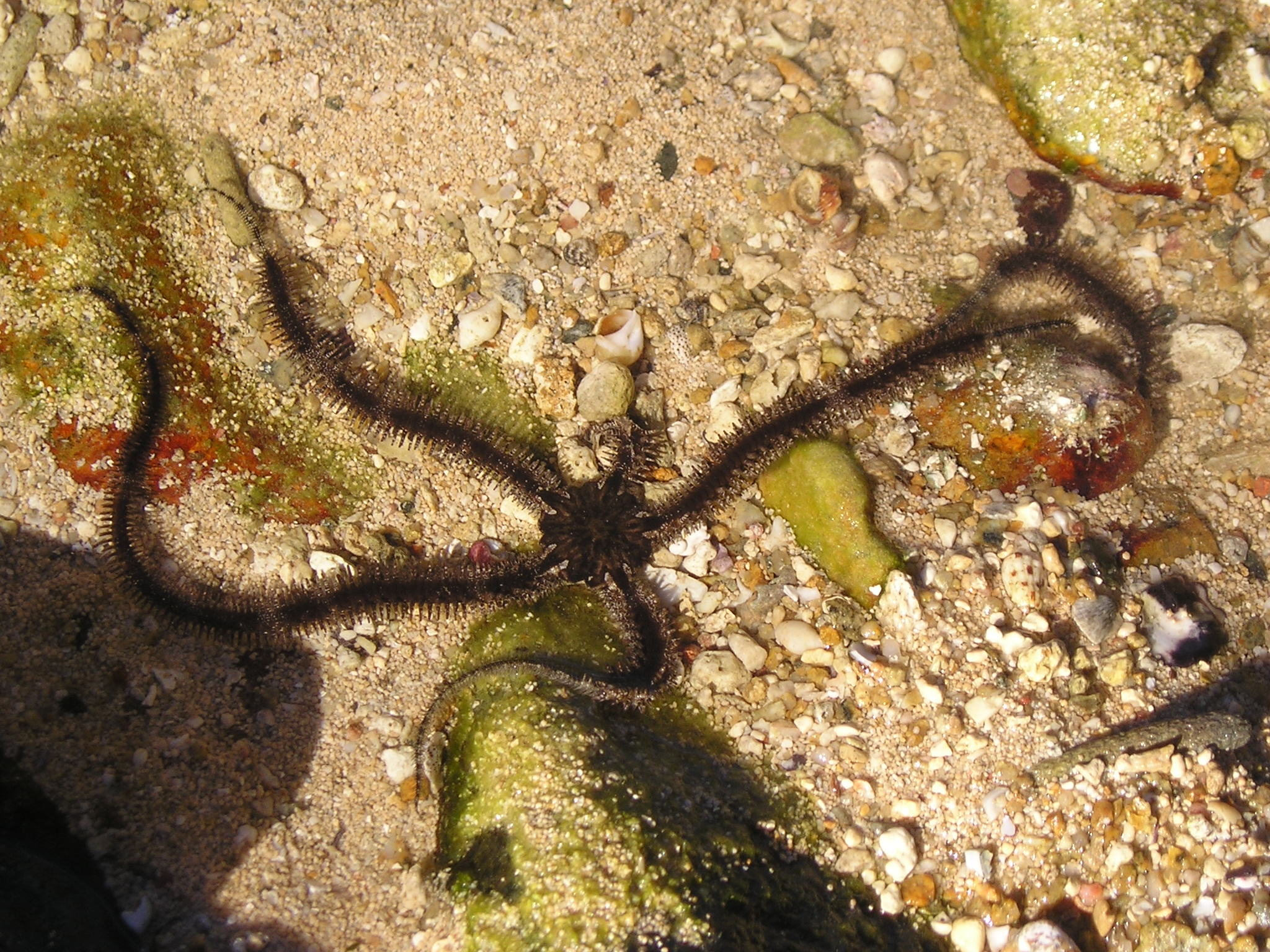
Estrella de mar

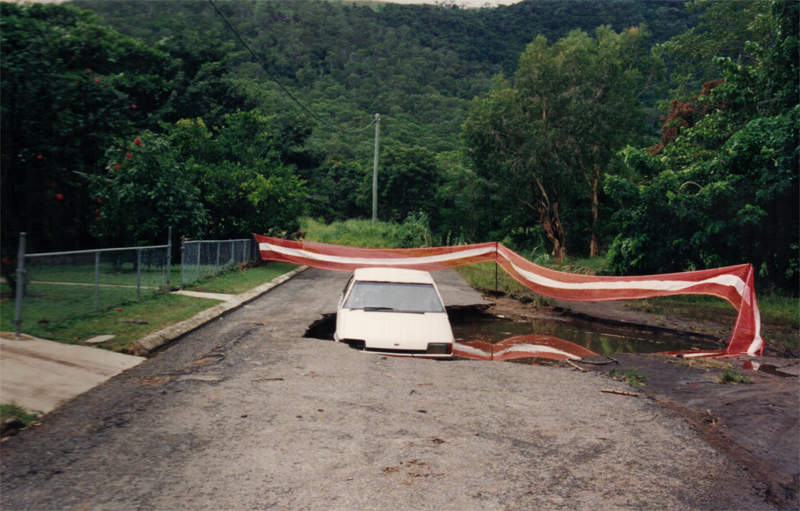
Daños causados por el Ciclón Justine

La Isla Gran Palmera es rica en belleza natural, tanto en fauna como flora; sin embargo, ha sido impactada negativamente por los asentamientos humanos y las especies que han sido introducidas. El rico suelo volcánico de la isla soporta flora tropical tal como manglares, bosques de eucaliptos, junglas, Araucaria cunninghamii, mangos, bananas, papayas, y árboles silvestres de ciruela. Las bahías que lo rodean cuentan con una fauna marina diversa que incluye truchas, langostas y arrecifes de coral. La isla ha sido el destino final de mucha chatarra de chasis de automóviles y otros cuerpos poluyentes. También existen cientos de brumbies en la isla, los cuales son considerados de propiedad comunitaria.  Muchos de ellos han sido torturados, hambreados hasta la muerte y golpeados por adolescentes locales. Un aborigen del lugar, Wayne Coolwell, ha sido citado diciendo "No me gusta acusar a mi gente de hacer cosas como esta, pero es evidente... y la crueldad es crueldad, y cuando uno ve las fotografías y escucha las historias, obviamente existe un problema real en la isla".
Al ser una isla ubicada en el norte de Queensland, la Isla Gran Palmera es vulnerable a ciclones. En marzo de 1997 el Ciclón Justin pasó por la costa de Cairns y se mantuvo cerca de la Isla Gran Palmera, causando muchas inundaciones. Llegando a una categoría máxima de 4, y de categoría 2 una vez tocó tierra, el ciclón causó daños considerables en la región de Cairns durante su relativamente largo periodo de vida de tres semanas.
En abril de 2000, el Ciclón Tessi de categoría dos pasó directamente sobre la isla, pero solo causó daños menores.

## El océano en sus alrededores
La Isla Gran Palmera se encuentra dentro de la Gran Barrera de Coral en el Mar de Coral, en las inmedicaciones de la Bahía de Halifax. El océano en los alrededores de la isla es parte del Parque Marino de la Gran Barrera de Coral. Bajo la autoridad de zonificación de la Autoridad del Parque Marino de la Gran Barrera de Coral (GBRMPA según sus siglas en inglés), el océano en el lado occidental de la isla está dentro de una zona de Protección de Hábitat. El resto de la isla está rodeado por una zona de Conservación. Estas zonas existen para proteger al parque de excesos en extracción y pesca. Existen siete arrecifes adyacentes a la isla, conocidos como arrecifes periféricos de costa. La designación de los siete varía; por ejemplo, el séptimo de los siete es llamado Arrecife de Gran Palmera, 18-054G, Arrecife de Gran Palmera G, y Arrecife 18054G. Según la asignación de la GBRMPA, la Isla Gran Palmera tiene el número 18-054, y los siete arrecifes son a, b, c, d, e, f, y g.

## Grupo Gran Palmera
La Isla Gran Palmera es la isla más grande del grupo de islas Gran Palmera. Aunque originalmente eran conocidas como Islas Palmera, muchos nombres son utilizados hoy en día para el grupo. Isla Gran Palmera e Islas Palmera son dos de estos nombres. La isla más cercana al grupo es el Arrecife de Pandora.
En la tabla 2 están las diez islas del grupo que están dentro de la jurisdicción del Shire Aborigen de la Isla Palmera. Dos de las islas y una roca están en la jurisdicción de Hinchinbrook. Estas son Orpheus (Goolboddi), Pelorus (Yanooa) o Isla Palmera Norte, y Albino Rock.  Albino Rock es parte del parque nacional Isla Orpheus. El resto de las rocas que son parte de Queensland están bajo la jurisdicción de la GBRMPA.  La tabla 3 incluye microislas adicionales.
| Nombre de la Isla (inglés)       | Nombre aborigen   | Tamaño del grupo | Riesgo de incendios | Designación de la GBRMPA del arrecife |
| -------------------------------- | ----------------- | ---------------- | ------------------- | ------------------------------------- |
| Curra-cao o Curacoa Island       | Noogoo or Inoogoo | importante       | medio               | 18-052                                |
| Fantome Island                   | Eumilli           | importante       | medio               | 18-053                                |
| Great Palm Island or Palm Island | Bwgcolman         | importante       | high                | 18-054                                |
| Havannah Island                  |                   | importante       | medio               | 18-065                                |
| Brisk Island                     | Culgarool         | microisla        | medio               | shared with Falcon Island             |
| Eclipse Island                   | Garoogubbee       | microisla        | N/A                 | 18-058                                |
| Esk Island                       | Soopun            | microisla        | N/A                 | 18-059                                |
| Barber Island                    | Boodthean         | microisla        | N/A                 | 18-061                                |
| Falcon Island                    | Carbooroo         | microisla        | N/A                 | 18-062                                |
| Fly Island                       |                   | microisla        | N/A                 | 18-064                                |

| Nombre                       | Desginación de la GBRMPA del arrecife |
| ---------------------------- | ------------------------------------- |
| Paluma Rock                  | 18-056                                |
| Albino Rock (AKA White Rock) | 18-057                                |
| Dido Rock                    | 18-060                                |
| Chilcott Rocks               | 18-063                                |
| Hayman Rock.                 | <ninguna>                             |